# 노비콤은행
노비콤방크(Новикомбанк)는 러시아의 은행으로 중장비, 자동차, 하이테크, 오일, 가스 산업 기업들에 대한 자금 공급에 특화됐다. 노비콤방크는 러시아 최대 은행 상위 40위에 있다. 2016년 2월 15일 현재 로스텍이 노비콤방크 지분 57.68%를 소유하고 있다. 1993년에 세워졌으며 본사 소재지는 모스크바에 있다.

## 제재
2022년 2월 24일 미국 재무부가 노비콤은행에 제재를 가했다. 2023년 12월 영국은 자산 동결 외에 상호 은행 관계 금지를 포함해 추가 제재를 가했다. 또한 뉴질랜드도 2022년 러시아의 우크라이나 침공과 관련해 노비콤은행을 제재했다.